# Nervilia winckelii
Nervilia winckelii är en orkidéart som beskrevs av Johannes Jacobus Smith. Nervilia winckelii ingår i släktet Nervilia och familjen orkidéer. Inga underarter finns listade i Catalogue of Life.